# Indigofera colutea
Indigofera colutea är en ärtväxtart som först beskrevs av Nicolaas Laurens Nicolaus Laurent Burman, och fick sitt nu gällande namn av Elmer Drew Merrill. Indigofera colutea ingår i släktet indigosläktet, och familjen ärtväxter. Inga underarter finns listade i Catalogue of Life.